# Rhamnus virgata
Rhamnus virgata är en brakvedsväxtart som beskrevs av William Roxburgh. Rhamnus virgata ingår i släktet getaplar, och familjen brakvedsväxter.

## Underarter
Arten delas in i följande underarter:
- R. v. flavidus
- R. v. hirsuta